# José Joaquín Ribó
José Joaquín Ribó y Palaudaries (1840-1885) fue un escritor y publicista español.

## Biografía
Nació el 28 de noviembre de 1840 en la localidad barcelonesa de Caldas de Montbuy. Publicista, fue redactor de El Iris Catalán, El Examen y El Siglo de Barcelona, y de El Eco de España de Madrid, además de fundador de La Integridad de la Patria, Los Dos Mundos y La Nación Española de Puerto Rico. También publicó artículos en el Boletín Diplomático (Madrid, 1869-1870). Falleció en enero de 1885.